# Sherman Howard

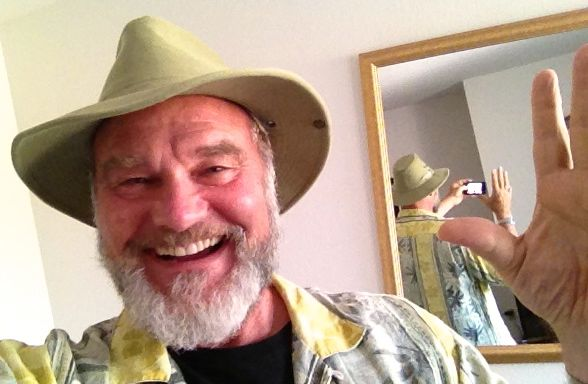
Sherman Howard in 2014

Sherman Howard (Chicago, 11 juni 1949), geboren als Howard Lee Sherman, is een Amerikaans acteur.

## Biografie
Howard is in 1988 getrouwd en heeft hieruit een kind.

## Filmografie

### Films
Uitgezonderd korte films.
- 2018 Beyond the Night - als Burg Connely
- 2016 The Hudson Tribes - als Abraham
- 2007 You Belong to Me – als Stuart
- 2004 Debating Robert Lee – als mr. Moffat
- 2004 Eulogy – als directeur van uitvaartcentrum
- 2001 The Man from Elysian Fields – als Paul Pearson
- 1999 An American Tail: The Mystery of the Night Monster – als Haggis (stem)
- 1999 Batman Beyond: The Movie – als Derek Powers (stem)
- 1998 Dante's View – als Jesus
- 1998 An American Tail: The Treasure of Manhattan Island – als politiechef McBrusque (stem)
- 1998 The Jungle Book: Mowgli's Story – als Shere Khan de tijger (stem)
- 1997 Retroactive – als Trooper
- 1995 Problem Child 3: Junior in Love – als Phlim
- 1995 OP Center – als Uri Stalipin
- 1993 The Hit List – als bisschop
- 1991 Ricochet – als Kiley
- 1990 Dark Angel – als Victor Manning
- 1989 Casualties of War – als president van krijgsraad
- 1989 Lethal Weapon 2 – als huurmoordenaar
- 1989 K-9 – als Dillon
- 1989 Three Fugitives – als Canadese politieman
- 1988 Necessity – als Jack Martinelli
- 1988 The House on Carroll Street – als Boris
- 1985 Day of the Dead – als Bub
- 1985 The Eagle and the Bear – als ??
- 1984 Grace Quigley – als Alan

### Televisieseries
Uitgezonderd eenmalige gastrollen.
- 2019 The Code - als generaal Geiger - 2 afl.
- 1999 Batman Beyond – als Derek Powers (stem) – 6 afl.
- 1998 – 1999 Mad Jack the Pirate – als stem – 13 afl.
- 1996 – 1998 Superman: The Animated Series – als Steppenwolf (stem) – 3 afl.
- 1996 – 1997 Jumanji – als Van Pelt (stem) – 6 afl.
- 1997 Men in Black: The Series – als stem – 2 afl.
- 1996 Mad About You – als lid van directie – 2 afl.
- 1992 Melrose Place – als Hal Barber – 2 afl.
- 1989 – 1992 Superboy – als Lex Luthor – 17 afl.
- 1991 Good & Evil – als Roger – 6 afl.
- 1986 – 1987 Ryan's Hope – als Vinnie Vincent - ? afl.
- 1973 – 1974 General Hospital – als Gordon Bradford Gray - ? afl.

### Computerspellen
- 2011 Star Wars: The Old Republic – als stem
- 2010 Red Dead Redemption – als Oliver Phillips / Aldous Worthington
- 2006 Daxter – als Kor
- 2005 Jade Empire – als hand van Death / Perfect Jitong
- 2003 Jak II – als Kor
- 2003 Devil May Cry 2 – als Argosax
- 2002 Red Faction II – als Sopot
- 2002 Run Like Hell – als Miner
- 2002 Summoner – als Azraman
- 2002 Command & Conquer: Renegade – als stem
- 2002 Pirates: The Legend of Black Kat – als Ice Demon / Blackbeard
- 2001 Star Trek: Armada II – als stem
- 2001 Jak and Daxter: The Precursor Legacy – als Red Sage
- 2001 Command & Conquer: Yuri's Revenge – als stem
- 2000 Crash Bash – als Aku Aku
- 1997 Lands of Lore: Guardians of Destiny – als Belial / filmmaker / priester

## Theaterwerk opBroadway
- 2012 Gore Vidal's The Best Man – als John Malcolm
- 2011 Bengal Tiger at the Baghdad Zoo – als tijger
- 2008 – 2009 All My Sons – als buurman
- 2007 Inherit the Wind – als dorpsbewoner

- Bibliothèque nationale de France: cb14188112r (data)
- International Standard Name Identifier: 0000 0000 5902 7567
- Library of Congress Control Number: no2009057865
- Virtual International Authority File: 86363247
- WorldCat: E39PBJyxkMgpmhQrypG9yWgFrq